# 2021年中央廣播電視總台六一晚會
2021年中央广播电视总台六一晚会（简称2021年六一晚会）是中央广播电视总台于2021年六一儿童节举办的少儿文艺晚会，该晚会的主题为“童心向党，茁壮成长”，由许蓓蓓执导。

## 播出时间

### 电视平台
首播：
- 中国中央电视台综合频道（含港澳版(now宽频电视541、港台電視33、澳廣視71、香港有線電視341)）、中国中央电视台少儿频道、全国各地少儿频道及上星卡通频道：北京时间2021年6月1日20时。

重播：